# Aldo Borlenghi
Aldo Borlenghi (Firenze, 1º dicembre 1913 – Milano, 1976) è stato un poeta, filologo e italianista italiano.

## Biografia
Nacque a Firenze da una famiglia cremonese. Suo padre, Enzo Borlenghi, compositore e musicista insigne, fu direttore dell'Istituto musicale "Luigi Boccherini" di Lucca. La formazione scolastica e culturale di Aldo Borlenghi si sviluppò in Toscana, tra Viareggio e Pisa. A Viareggio compì gli studi ginnasiali e liceali, per poi iscriversi all'Università di Pisa, riuscendo anche ad accedere alla Normale. Già in questa fase adolescenziale (1931-1933) si andava delineando la sua vena lirica con le prime poesie, lodate da Enrico Pea e pubblicate su riviste letterarie. Vi si riflette una natura introversa e inquieta, messa a dura prova dalle traversie familiari e dalla morte improvvisa e prematura del padre.
Negli anni successivi conseguì la laurea in lettere (1936) con una tesi su Giacomo Leopardi, che sarebbe stata pubblicata due anni dopo, e iniziò la professione di docente, che più tardi lo avrebbe visto professore di filologia italiana presso l'università statale di Milano. Intanto la produzione saggistica procedeva parallelamente a quella poetica. La sua intransigenza come critico e il suo isolamento come poeta avevano già messo le loro radici nel periodo giovanile.
Durante il regime fascista fu perseguitato e incarcerato, prima di riparare nel Canton Ticino. Intanto alla prima raccolta Versi e prosa del 1943, dopo nove anni faceva seguito la seconda (1952), che gli valse il premio Chianciano. Questo volume pubblicato da Mondadori raccoglie la produzione in versi dal 1931 al 1949. Dopo la morte prematura della moglie, Borlenghi iniziò a raccogliere i principali saggi critici, a partire dal suo prediletto Niccolò Tommaseo, al quale dedicò studi approfonditi e fondamentali. Non meno importante fu la sua ricerca sulla narrativa italiana dell'Ottocento e del primo Novecento.
La morte di Aldo Borlenghi avvenne a Milano nel 1976. Nel 2008, gran parte del suo cospicuo materiale bibliografico e documentario fu donato dal nipote giornalista e scrittore Beppe Severgnini al "Centro Apice", andando così a costituire il "Fondo Borlenghi", presso il Sistema bibliotecario dell'Università degli studi di Milano.

## Poetica
Benché non siano trascurabili i suoi saggi critici, spesso intransigenti, e la riproposta della narrativa italiana "minore" dell'Ottocento e del primo Novecento, il nome di Aldo Borlenghi è legato essenzialmente alla poesia. Fin dagli inizi, il suo canto poetico sembra distaccarsi consapevolmente dal clima e dai moduli tipici di quegli anni, nutrendosi di una inquietudine che nasce da concrete, dolorose esperienze di vita. Negli esiti più maturi, come nella raccolta del 1952, la distaccata nostalgia del paesaggio fa da doloroso contrappunto alla drammatica sofferenza del poeta. Un solo esempio:
«Tutto mi mostra ch'io mi consumo, e faccio
strazio di vita. Questa, che mi cerca
da fuori, il cuore, dove l'ombra è aperta
da rossori nel cielo, e sulla terra
infiniti e più netti in lei il vento
vedo dar luce ai campi.»
L'interpretazione dell'opera poetica di Borlenghi da parte dei critici risulta alquanto contraddittoria. Così, ad esempio, in un suo giudizio sintetico Giorgio Barberi Squarotti definisce la sua poesia come «il più rigoroso esempio di fedeltà alle forme più chiuse dell'ermetismo (...), suprema ricerca dell'astrazione pura, fino a cancellare, da ogni dato o parola, anche l'ombra più lieve dell'origine concreta. Ma in questi termini il discorso poetico di Borlenghi possiede una coerenza assoluta, perfetta: è un oggetto chiuso, una monade liscia, incomunicante, ma mirabilmente costruita in tutte le sue parti.»
Sull'opposto versante, c'è chi rimarca invece la passione e la profonda inquietudine (come già osservato qui, all'inizio del paragrafo), da cui scaturirebbe una poesia «intimizzata e dall'intimo scattante verso un globale, perentorio recupero della realtà.»

## Opere

### Poesia
- Versi e prosa, Firenze, Parenti, 1943.
- Poesie, Milano, Mondadori, 1952.
- Versi per Ia, Milano, 1958.
- Nuove poesie 1959-1965, Milano, Mondadori, 1966.

### Saggistica
- Leopardi, Firenze, Sansoni, 1938.
- Enrico Pea, Padova, Cedam, 1943.
- L'arte di Niccolò Tommaseo, Milano, Mondadori, 1953.
- Fra Ottocento e Novecento, Pisa, Nistri-Lischi, 1955.
- La critica letteraria da De Sanctis a oggi, Milano, Marzorati, 1956.
- Studi di letteratura italiana dal '300 al '500, Milano, Cisalpino, 1959.
- Commedie del '500, Milano, Rizzoli, 1959.
- Ariosto, storia della critica, Palermo, Palumbo, 1961.
- Narratori italiani dell'Ottocento e del primo Novecento, in cinque volumi, Milano, Ricciardi, 1961, 1962, 1963, 1966, 1967.
- Novelle del Quattrocento, Milano, Rizzoli, 1962.
- Novellieri italiani del Trecento, Milano, Vallardi, 1966.
- Pirandello o Dell'ambiguità, Padova, R.A.D.A.R., 1968.